# دان فان غولدن
دان فان غولدن (بالهولندية: Daan van Golden)‏ هو رسام هولندي، ولد في 4 فبراير 1936 في Katendrecht ‏ في هولندا، وتوفي في 10 يناير 2017 في سخيدام في هولندا.

## وصلات خارجية
- دان فان غولدن على موقع ديسكوغز (الإنجليزية)